# Aspen Institute

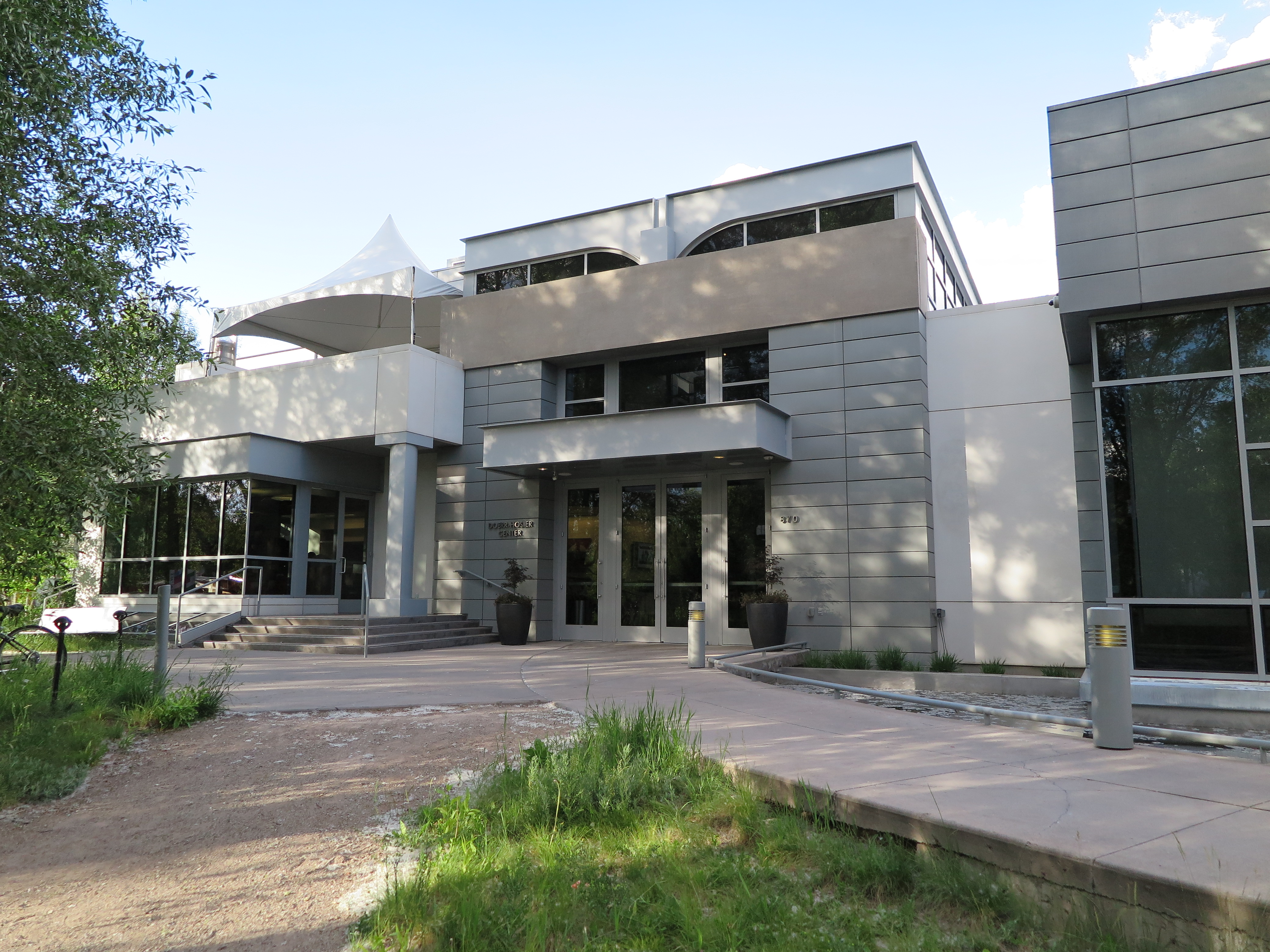
Doerr-Hosier Center am Aspen Institute in Aspen, Colorado

Das Aspen Institute ist eine US-amerikanische Denkfabrik mit Sitz in Washington, D.C. und Tagungsstätten in Aspen, Colorado und Wye Plantation, Maryland, und hat ein internationales Netzwerk von unabhängigen Dependancen in Deutschland, Italien, Frankreich, Rumänien, Indien und Japan. Präsident und CEO war von 2003 bis November 2017 der Schriftsteller Walter Isaacson. 2018 folgte ihm der Sprachwissenschaftler in Englisch und Präsident des Franklin & Marshall College Daniel Porterfield.

## Mission
Nach eigener Darstellung ist das Institut eine „überparteiliche, private, nichtkommerzielle Denkfabrik, die die schwierigsten Fragen der aktuellen Politik untersucht“ und sich dabei an Entscheidungsträger sowohl aus der Wirtschaft, Politik, als auch aus der Wissenschaft wendet. Aspen rekrutiert seine Mitarbeiter aus allen akademischen und diplomatischen Bereichen. Aspens Wye Plantation Konferenzzentrum ist für die Friedensverhandlungen, die dort zwischen dem israelischen Ministerpräsidenten Ehud Barak und Jassir Arafat stattfanden, in der weiteren Öffentlichkeit bekannt. Auch das Aspen Institute Deutschland sieht seine Rolle in der Ermöglichung „unmöglicher Treffen“.

## Geschichte
Die Denkfabrik wurde 1950 von dem US-amerikanischen Unternehmer und Abkömmling deutscher Emigranten Walter Paepcke (1896–1960) im Wintersportort Aspen (Colorado) gegründet, nachdem er von Mortimer Adler an der Universität von Chicago durch dessen Seminar über „klassische Bücher“ inspiriert wurde. 1945 hatte Paepcke die verfallende Bergbaustadt von Aspen im „Roaring Fork“ Tal von Colorado besucht. Von der Schönheit der Stadt inspiriert, kam Paepcke zur Überzeugung, dass die Stadt in ein Tagungszentrum verwandelt werden könnte, wo sich Künstler, Führungskräfte, Philosophen und Musiker zurückgezogen von ihrem alltäglichen Leben treffen konnten.
Zur Verwirklichung dieser Vision organisierte Paepcke 1949 eine Feier anlässlich des 200. Geburtstages von Johann Wolfgang von Goethe in Aspen, Colorado, an der über 2000 Gäste teilnahmen. Unter anderen kamen Albert Schweitzer, José Ortega y Gasset, Thornton Wilder und Arthur Rubinstein. Im folgenden Jahr gründete Paepcke das Aspen Institut und später auch das Aspen Musikfest und den Aspen Internationaler Design Wettbewerb. Paepcke wollte ein Forum gestalten, „wo die menschliche Seele blühen kann“ mitten im Wirbelsturm der Modernisierung. Er hoffte, das Institut würde Führungskräften der Industrie helfen, sich wieder an den „ewigen Wahrheiten“ zu orientieren, d. h. dauernde ethische Werte in der alltäglichen Führung ihrer Unternehmen zu verankern.

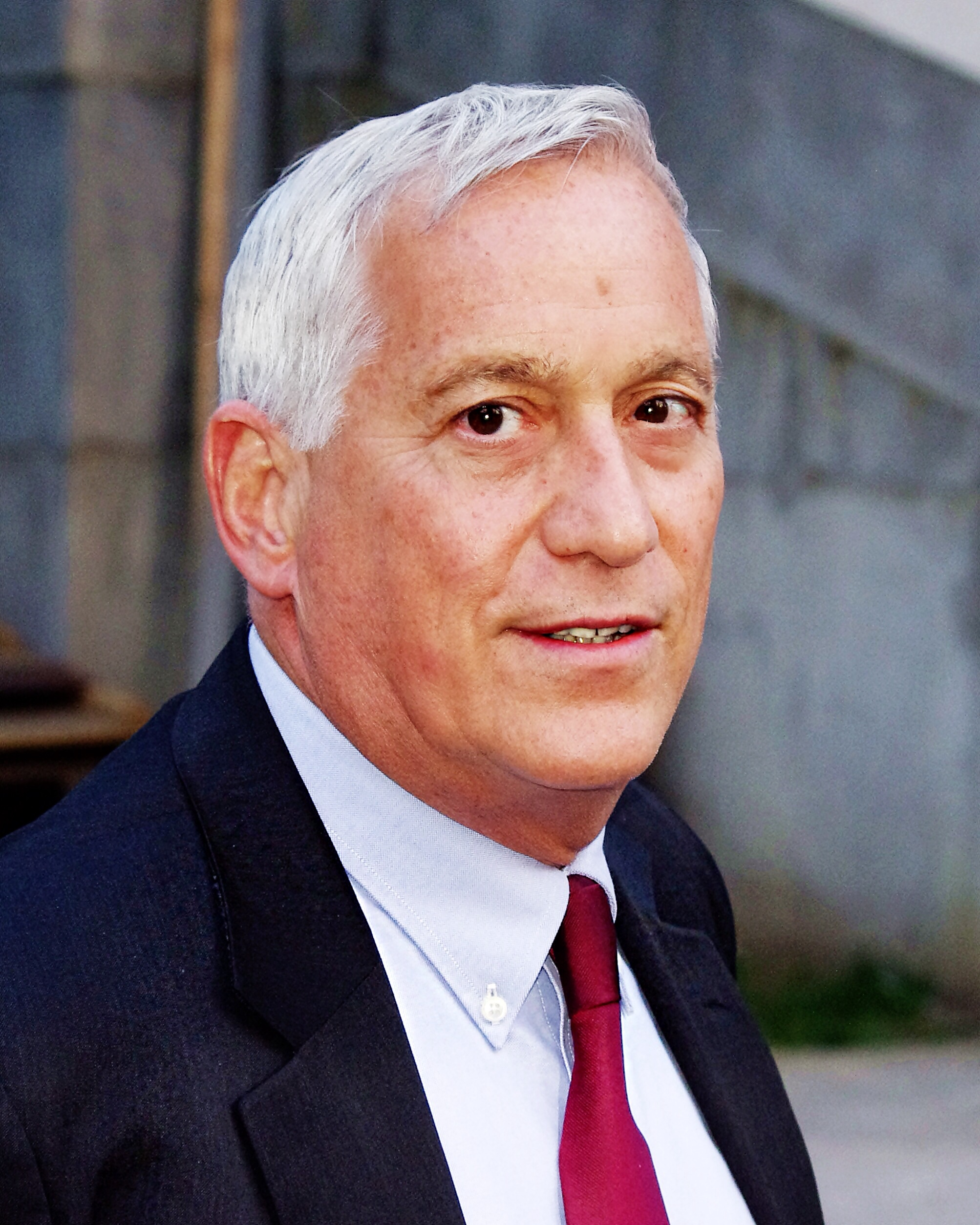
Schriftsteller Walter Isaacson, Präsident des Aspen Institute 2003–2018

Für den Bau des Aspen Institute for Humanistic Studies engagierte Paepcke den Bauhaus-Künstler Herbert Bayer, der 1938 aus Deutschland in die USA emigrierte und dort seitdem als Architekt aktiv war. Zusammen mit Fritz Benedict und später Harry Ellenzweig gestaltete Bayer die zentralen Gebäude des Aspen Institute und prägte seine modernistische Formensprache.
Inspiriert von Mortimer Adlers Seminar über die klassischen Bücher, gründete Paepcke das Aspen Seminar. Im Jahre 1951 förderte das Institut eine nationale Fotografiekonferenz, an der viele von Amerikas prominentesten Fotografen teilnahmen – unter anderem Ansel Adams, Dorothea Lange, Ben Shahn und Berenice Abbott. In den 60er und 70er Jahren erweiterte das Institut sein Angebot mit vielen neuen Programmen, insbesondere das Aspen Strategy Group, das Aspen Institute Communications and Society Program und das Congressional Program.
1961 machten zwei Physiker, George Stranahan vom Carnegie Institute of Technology and Michael Cohen von der University of Pennsylvania, dem Aspen Institute den Vorschlag, ein einzigartiges Forschungscenter für Physiker zu schaffen. 1962 wurde auf dem Grundstück des Aspen Institutes, im Westend der Stadt Aspen, ein neues Gebäude errichtet und das Aspen Center for Physics eröffnet.